# Эльзон, Михаил Давидович
Михаи́л Дави́дович Эльзон (9 марта 1945, Москва — 13 июня 2006, Санкт-Петербург, похоронен на кладбище Санкт-Петербургского крематория) — российский литературовед и библиограф. С 1997 года член Союза писателей Санкт-Петербурга.

## Биография
С 1946 года жил в Ленинграде. Занимался в литературной студии «Дерзание» при ленинградском Дворце пионеров и школьников, публиковал юношеские стихи под псевдонимом «Михаил Ефимов». Окончил Ленинградский государственный институт культуры (1967), затем учился там же в аспирантуре под руководством Б. Я. Бухштаба, в 1972 году получил степень кандидата педагогических наук с диссертацией по истории библиографии (о работах А. Г. Фомина), в дальнейшем опубликовал том избранных трудов Фомина. Работал в Библиотеке Академии наук, затем в 1992—2004 годах в Российской национальной библиотеке.
Библиография Эльзона насчитывает около 800 статей, заметок, публикаций. Наибольшее значение имеет работа «Библиофильство на страницах русских журналов» (Воронеж, 1975—1978), а также корпус трудов, связанных с Николаем Гумилёвым, включая подготовленные Эльзоном издания (в том числе для серии «Большая Библиотека поэта», 1988) и библиографический указатель (1994, в соавторстве с Н. А. Грозновой).
Снялся в эпизоде фильма Алексея Германа «Трудно быть богом» (утопленный в нужнике книгочей).